# Aschau (Naturschutzgebiet)
Das Naturschutzgebiet Aschau liegt im Landkreis Berchtesgadener Land in Oberbayern. Es erstreckt sich südlich von Oberjettenberg, einem Ortsteil der Gemeinde Schneizlreuth, entlang des Aschauer Baches und entlang der nordwestlich und südöstlich verlaufenden Staatsgrenze zu Österreich. Nordwestlich des Gebietes fließt die Saalach und verläuft die B 21.

## Bedeutung
Das 729,13 ha große Gebiet mit der Nr. NSG-00561.01 wurde im Jahr 1982 unter Naturschutz gestellt.